# Alojzy Krzyżagórski
Alojzy Krzyżagórski (ur. 19 maja 1911 w Poznaniu, zm. 16 stycznia 1945 w KL Mauthausen-Gusen) – polski hokeista, działacz hokejowy i kupiec.

## Życiorys
Zawodnik AZS Poznań w sekcji hokeja na lodzie. Dwukrotnie był brązowym medalistą Polski – w latach 1931 i 1933. Potem działacz sekcji hokejowej tego samego klubu. Właściciel popularnego sklepu rowerowego Columbus w Poznaniu. Podczas kampanii wrześniowej walczył w szeregach Armii „Poznań” (57 pułk piechoty). Dostał się do niewoli niemieckiej pod Kutnem. Uciekł i przedostał się do Poznania, skąd został wysiedlony w grudniu 1939. Wstąpił do Armii Krajowej w Warszawie. Podczas powstania warszawskiego członek Zgrupowania „Sadyba”. Przewieziony do obozu w Pruszkowie, a potem do KL Auschwitz. W końcu 1944 przemieszczony do KL Mauthausen-Gusen, gdzie go zamordowano 16 stycznia 1945. Brat Władysława.